# Río Masma
El río Masma es un río del noroeste de la península ibérica que discurre por la provincia de Lugo, en Galicia, España, por lo que pertenece a la vertiente Cantábrica.

## Etimología
Está documentado en la Edad Media como Masoma. Aunque su significado sea incierto, se le asigna un origen prerromano. J. J. Moralejo postuló la hipótesis de la raíz prerromana *mad- 'húmedo', con lo que significaría algo como "el muy húmedo".

## Curso
El río Masma es un río enteramente gallego, desde su nacimiento, próximo a la sierra del Gistral, en el municipio de Valle de Oro, atravesando los municipios de Abadín, Mondoñedo, Lorenzana y Barreiros hasta su desembocadura, formando la ría de Foz, junto a la playa de la Rapadoira en el mar Cantábrico. Esta ría de 575 hectáreas de extensión está declarada, como la de Ribadeo, espacio natural protegido. 
El lugar exacto de su nacimiento está a unos 920 metros de altitud, entre la cima del Gistral y el pico del Cadramón, denominándose inicialmente rego Pedrido o río Pedrido hasta la aldea de Estelo donde pasa a denominarse río Tronceda. A partir de la unión del Tronceda con el río Valiñadares será cuando propiamente se pase a llamar río Masma. Además del Valiñadares con su afluente el Cesuras, son afluentes del Masma los ríos Figuerias, Couboeira, Oirán y Batán, quedando únicamente reducida la contribución a su cauce en esta comarca a los arroyos de Pusigo y San Estebo. 
Enero, febrero y marzo son los meses de mayor caudal del río y agosto y septiembre los de menor caudal.

## Fauna
Se pueden citar especies como la lamprea marina, la anguila común o europea, el salmón común, la trucha común y la liza.